# Balarama (éléphant)
Balarama (né aux environs de 1958) était l'éléphant en chef de la procession mondialement célèbre de Mysore Dasara et il porta l'idole de la déesse Chamundeshwari sur le légendaire Howdah d'or, 13 fois entre 1999 et 2011. Balarama est un mâle né vers 1958 et il est accompagné dans la procession par d'autres éléphants Dasara. Parmi les nombreux éléphants (environ 16) participant, Balarama était l’une des attractions majeures quand il portait sur son dos l’idole sacrée de la déesse Chamundeshwari dans le Howdah d'or pesant 800 kilos, au 10e jour des célébrations du Dasara. 

## Histoire
Balarama a été capturé en 1987 dans la forêt de Kattepura, près de Somwarpet, dans la région de Kodagu, dans le Karnataka. Balarama participe à la procession du Dasara depuis 1994 et porte le Howdah d'or. Mâle très silencieux (ce qui n'est pas la norme pour les éléphants), il est considéré comme un introverti et doit avoir une formation spéciale pour pouvoir résister aux coups de canon qui ont lieu pendant le festival. [Qui ?]
Il a succédé à Drona en tant que porteur du Howdah d'or. 
Balarama n'était pas le premier choix pour porter le Howdah après Drona. Arjuna, un mâle de 44 ans pesant 5600kilos, était supposé être le porteur du howdah, mais était mis à l'écart pour avoir tué accidentellement un cornac. Un jour, Arjuna alla se baigner dans une rivière avec l'éléphant Bahadur et l'entraîneur de Bahadur, Annayya. En traversant une route, les éléphants ont été surpris par un véhicule et dans le chaos qui a suivi, la cavalière Annayya est tombée à terre, pour être frappée à la tête par Arjuna. Il est mort écrasé. Les gens ont estimé qu'un éléphant qui avait tué un homme était inapte à assumer les devoirs religieux de Dasara. Ainsi, tout en étant aussi capable que Drona, Arjuna n’a pas reçu le devoir honorable, bien qu’il ait eu l’honneur de porter une fois la Chinnada Ambari avant son remplacement par Balarama. Balarama a été libéré du devoir de porter le Golden Howdah en raison de son poids réduit et a été remplacé par Arjuna. Balarama mène maintenant la procession en tant que «nishane aane» ou éléphant en chef. 
Sannappa, le cornac de Balarama a un jour refusé de monter sur Balarama après que sa famille eut été empêchée par la police de le regarder monter pendant Dasara. 
Balarama refuse la nourriture que lui donne tout autre personne que son cornac. Balarama pèse environ 4590 kilogrammes et il conquiert le cœur des êtres humains par son apparence majestueuse et son silence. Il est soigné au camp des éléphants de Morkal dans le parc national de Nagarahole et son ancien cornac, Sannappa, a pris sa retraite et son nouveau maître, Thimma, a pris la relève. À 53 ans, il a toujours l'air fort, même si son poids a diminué au fil des ans.